# Campionats del món de ciclisme de muntanya i trial de 2002
Els Campionats del món de ciclisme de muntanya i trial de 2002 van ser la 13a edició dels Campionats del món de ciclisme de muntanya organitzats per la Unió Ciclista Internacional. Les proves tingueren lloc del 28 d'agost a l'1 de setembre de 2002 a Kaprun (Estat de Salzburg) a Àustria.

## Resultats

### Camp a través
| Proves         | Or                                                                  | Plata                                                                      | Bronze                                                                        |
| Masculí        | Roland Green (CAN)                                                  | Filip Meirhaeghe (BEL)                                                     | Thomas Frischknecht (SUI)                                                     |
| Femení         | Gunn-Rita Dahle (NOR)                                               | Anna Szafraniec (POL)                                                      | Sabine Spitz (GER)                                                            |
| Masculí sub-23 | Julien Absalon (FRA)                                                | Ralph Näf (SUI)                                                            | Ryder Hesjedal (CAN)                                                          |
| Masculí júnior | Trent Lowe (AUS)                                                    | Iuri Trofimov (RUS)                                                        | Tony Longo (ITA)                                                              |
| Femení júnior  | Lisa Mathison (AUS)                                                 | Elisabeth Osl (AUT)                                                        | Petra Bublova (CZE)                                                           |
| Relleus Mixt   | Canadà · Ryder Hesjedal · Roland Green · Max Plaxton · Alison Sydor | França · Julien Absalon · Jean Eudes · Laurence Leboucher · Cedric Ravanel | Suïssa · Florian Vogel · Thomas Frischknecht · Lukas Flückinger · Petra Henzi |

### Descens
| Proves         | Or                           | Plata                 | Bronze                  |
| Masculí        | Nicolas Vouilloz (FRA)       | Steve Peat (GBR)      | Chris Kovarik (AUS)     |
| Femení         | Anne-Caroline Chausson (FRA) | Fionn Griffiths (GBR) | Missy Giove (USA)       |
| Masculí júnior | Sam Hill (AUS)               | Gee Atherton (GBR)    | Justin Havukainen (AUS) |
| Femení júnior  | Emmeline Ragot (FRA)         | Claire Bauchet (FRA)  | Diana Marggraff (ECU)   |

### Four Cross
| Proves  | Or                           | Plata                | Bronze                |
| Masculí | Brian Lopes (USA)            | Cédric Gracia (FRA)  | Eric Carter (USA)     |
| Femení  | Anne-Caroline Chausson (FRA) | Katrina Miller (AUS) | Sabrina Jonnier (FRA) |

### Trial
| Proves                       | Or                        | Plata                      | Bronze                    |
| Masculí - 20 polzades        | Marco Hösel (GER)         | Juan Antonio Linares (ESP) | Peter Bartak (SVK)        |
| Masculí - 26 polzades        | Kenny Belaey (BEL)        | Marc Vinco (FRA)           | Marc Caisso (FRA)         |
| Femení                       | Karin Moor (SUI)          | Lucie Miramond (FRA)       | Floriane Combe (FRA)      |
| Masculí júnior - 20 polzades | Gilles Coustellier (FRA)  | Diego Barrio Roa (GBR)     | Giacomo Coustellier (FRA) |
| Masculí júnior - 26 polzades | Giacomo Coustellier (FRA) | Gilles Coustellier (FRA)   | Marc Soulas (FRA)         |
| Equips - 20 polzades         | França                    | Espanya                    | Polònia                   |
| Equips - 26 polzades         | França                    | Txèquia                    | Polònia                   |

## Medaller
| Pos.  | País         | Or | Plata | Bronze | Total |
| 1     | França       | 9  | 6     | 5      | 20    |
| 2     | Austràlia    | 3  | 1     | 2      | 6     |
| 3     | Canadà       | 2  | 0     | 1      | 3     |
| 4     | Suïssa       | 1  | 1     | 2      | 4     |
| 5     | Bèlgica      | 1  | 1     | 0      | 2     |
| 6     | Estats Units | 1  | 0     | 2      | 3     |
| 7     | Alemanya     | 1  | 0     | 1      | 2     |
| 8     | Noruega      | 1  | 0     | 0      | 1     |
| 9     | Regne Unit   | 0  | 4     | 0      | 4     |
| 10    | Espanya      | 0  | 2     | 0      | 2     |
| 11    | Polònia      | 0  | 1     | 2      | 3     |
| 12    | Txèquia      | 0  | 1     | 1      | 2     |
| 13    | Àustria      | 0  | 1     | 0      | 1     |
| 13    | Rússia       | 0  | 1     | 0      | 1     |
| 15    | Equador      | 0  | 0     | 1      | 1     |
| 15    | Itàlia       | 0  | 0     | 1      | 1     |
| 15    | Eslovàquia   | 0  | 0     | 1      | 1     |
| Total | Total        | 19 | 19    | 19     | 57    |